# 言語聴覚士法
言語聴覚士法（げんごちょうかくしほう、平成9年12月19日法律第132号）は、言語聴覚士全般の職務・資格などに関する日本の法律である。
1998年（平成10年）9月1日に施行された。